# Virginie Basselot
Virginie Basselot, née le 21 avril 1979 à Deauville, est une chef cuisinière française.
Meilleur ouvrier de France 2015 et une étoile au Guide Michelin pour le restaurant Chantecler dans l'hôtel Negresco à Nice. Elle fait partie des rares femmes chefs étoilées de France.

## Carrière
Enfant, Virginie Basselot veut être pilote de chasse. Découragée dans sa vocation, elle se dirige vers le métier de son père, ancien restaurateur à Pont-l'Évêque, malgré les réticences de celui-ci. À l'âge de 15 ans, elle effectue un stage chez Christian Girault, un ami de la famille, à l'Auberge de l'Abbaye à Beaumont-en-Auge. Après un apprentissage et un BEP dans sa région natale, elle s'installe à Paris en 1998 où elle travaille pour le restaurant gastronomique les Ambassadeurs de l'hôtel Crillon, puis au Grand Véfour avec Guy Martin et enfin au Bristol avec Éric Frechon,,.
Conquise par le Saint-James Paris qui lui remémore le manoir où elle travaillait avec son père, elle rejoint l'établissement en 2012 comme chef de cuisine. En 2014, elle y décroche une première étoile au Guide Michelin.
En 2015, elle est distinguée comme meilleur ouvrier de France, ce qui fait d'elle la deuxième femme à obtenir cette distinction après Andrée Rosier, en 2007.
En 2016, elle devient chef exécutive pour la Réserve à Genève,. A la même époque, elle représente la nouvelle crème fraîche de la marque Président.
En 2018, elle revient en France comme chef du restaurant deux étoiles de l'hôtel Negresco de Nice, le Chantecler. La même année, elle est élue «Cuisinière de l’année 2018» par le guide Gault & Millau Suisse.
En janvier 2019, le guide Michelin confirme les deux étoiles du Chantecler repris par Basselot, Virginie Basselot fait cette année-là partie des trois femmes chefs les plus étoilées de France en 2019 avec Stéphanie Le Quellec (également deux étoiles) et Anne-Sophie Pic (trois étoiles).
En janvier 2020, le Chantecler perd la seconde étoile Michelin.

## Recettes
Ses ingrédients fétiches sont les fruits de mer et le poisson.
.
- foie gras des landes confit et cerises et amandes fraîches
- sole normande en filets , grosses crevettes , moules et champignons de Paris
- savarin au Pamplemousse rose et Camparis , Crème Vanille et Poivre de Timut
- tarte Rhubarbe, fraises confites  poivrées , crème glacée à la vanille et barbe à papa

## Décoration
- Chevalière de l'ordre national du Mérite
- Chevalière de la Légion d'honneur le 1er janvier 2020[13].